# Vuurtoren van Calais
De Vuurtoren van Calais is een vuurtoren in de tot het departement Pas-de-Calais behorende stad Calais. Hij bevindt zich op een hoge plek in het oude stadshart, in het verlengde van de oude zeehaven.
Aanvankelijk was de Tour du Guet, een 13e-eeuwse uitkijktoren, in gebruik als baken voor de zeelieden, maar in 1848 werd deze vuurtoren als nieuw baken gebouwd, naar ontwerp van Léonce Reynaud. In 1883 kwam er elektrisch licht en in 1992 werd hij geautomatiseerd, zodat geen vuurtorenwachter meer nodig was. In 2011 werd hij geklasseerd als monument historique.
De achthoekige toren is wit van kleur, maar de lantaren en de verdieping daaronder zijn zwart geverfd. De 55 meter hoge toren wordt beklommen via een spiraalvormige trap die 271 treden telt. De vuurtoren is opengesteld voor het publiek.

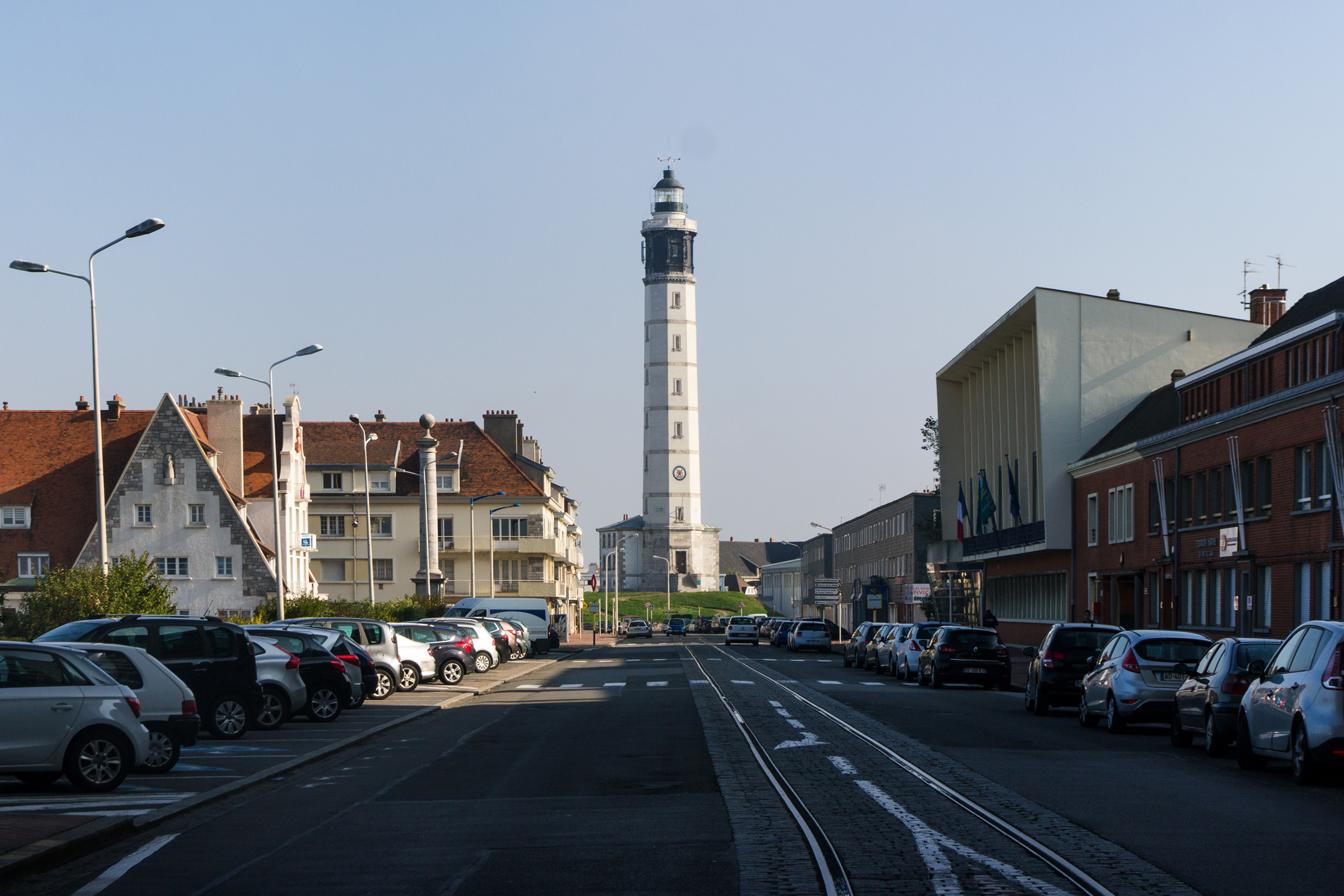
De toren, gezien vanuit het stadscentrum.

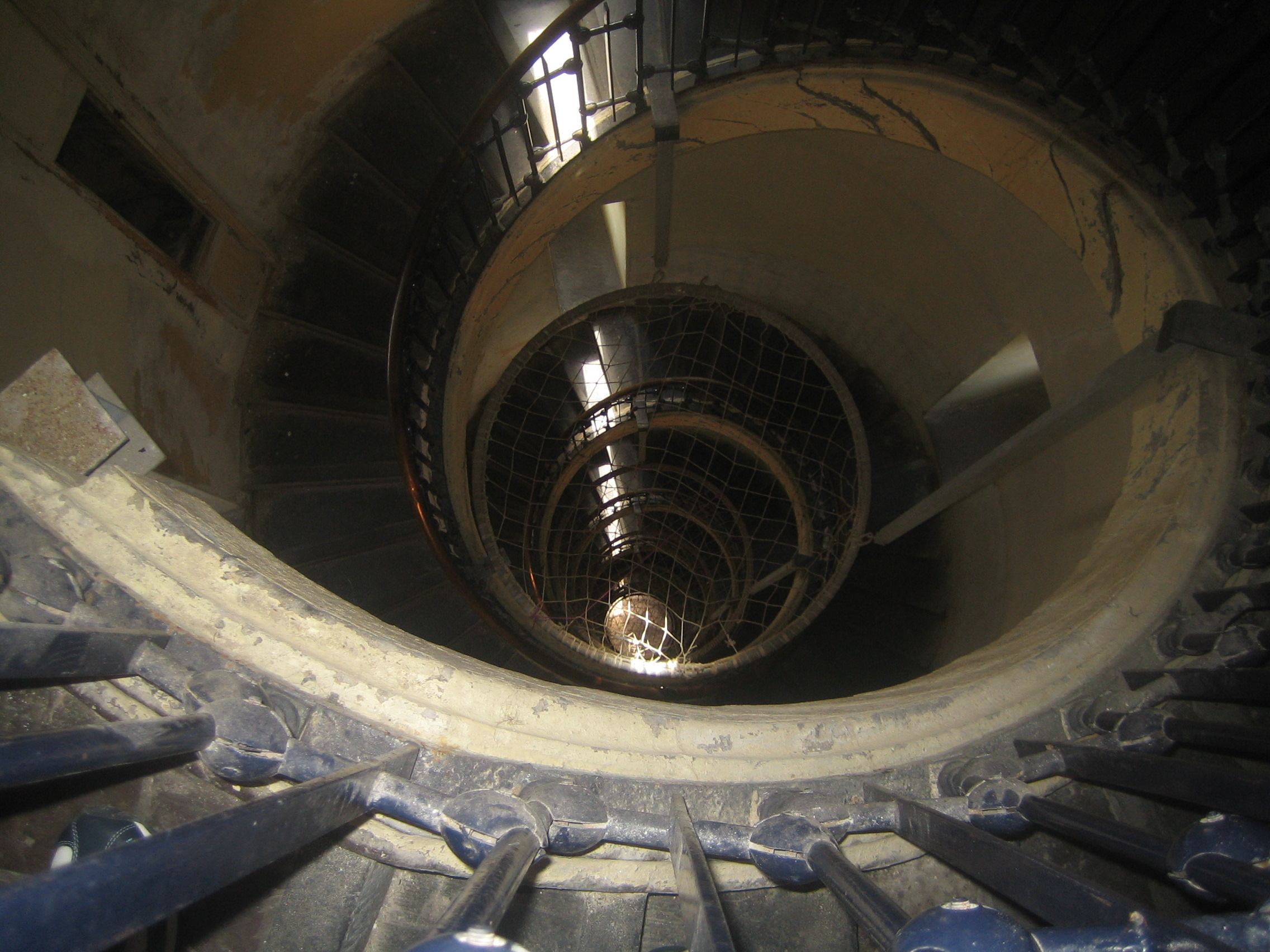
Interieur: trappenhuis